# 鹿児島市立坂元中学校
鹿児島市立坂元中学校（かごしましりつ さかもとちゅうがっこう 英語: Sakamoto Junior High School）は、鹿児島県鹿児島市玉里団地三丁目にある市立中学校。
校名は『坂元』であるが、坂元にはなく、玉里団地に所在する。

## 校区
- 鹿児島市立坂元小学校校区
- 鹿児島市立坂元台小学校校区

## 生徒数
伊敷ニュータウン地区の生徒も通っていた1993年度までは、各学年10学級以上になった時もあったが、1994年度に伊敷ニュータウン地区の生徒を伊敷台中学校へ分離したのを機に7学級へと減り、その後は少子化などの影響もあって現在の生徒数は495名、各学年4-5学級程度にまで減少した。

## 部活動

### 運動系
- 野球
- 卓球
- 剣道
- バスケットボール（男・女）
- 弓道
- バレーボール（女）
- ソフトテニス（男・女）
- サッカー
- バドミントン

### 文化系
- 美術(演劇)
- 放送
- 吹奏楽

## 主な出身者
- 大楠鼓雪（バレーボール選手）
- 南美寿希（バレーボール選手）
- 玉田博人 (バスケットボール選手)
- 山田安斗夢 (バスケットボール選手)